# Parc national de Mouling
Le parc national de Mouling est situé dans l'État de l'Arunachal Pradesh en Inde. On y trouve notamment trois espèces de caprinés sauvages : takin, goral et serow, des panthères, des tigres, et une très grande variété d'oiseaux.